# Richard Oruche
Richard Oruche, né le 30 août 1987 à Bensenville, dans l'Illinois, est un ancien joueur nigérian de basket-ball, évoluant au poste d'arrière.